# 601
601 (DCI na numeração romana) foi o primeiro ano comum do século VII, do Calendário Juliano, da Era de Cristo, teve início a um domingo e terminou também a um domingo, com a letra dominical A.
| ano completo                    |
| ------------------------------- |
| Ano comum com início ao domingo |

## Mortes
- 21 de Dezembro - Recaredo I, rei visigodo